# Banjarejo (Karanganyar)
Banjarejo is een bestuurslaag in het regentschap Pekalongan van de provincie Midden-Java, Indonesië. Banjarejo telt 1887 inwoners (volkstelling 2010).